# Байердорф-бай-Ангер
Байердорф-бай-Ангер (нем. Baierdorf bei Anger) — коммуна (нем. Gemeinde); в Австрии, в федеральной земле Штирия. 
Входит в состав округа Вайц.  Население составляет 1706 человек (на 31 декабря 2005 года). Занимает площадь 16,31 км². Официальный код  —  61704.

## Политическая ситуация
Бургомистр коммуны — Йохан Шаффлер (АНП) по результатам выборов 2005 года.
Совет представителей коммуны (нем. Gemeinderat) состоит из 15 мест.
- АНП занимает 11 мест.
- СДПА занимает 4 места.